# Нежинский (Ставропольский край)
Не́жинский — посёлок в составе Предгорного района (муниципального округа) Ставропольского края России.
Неподалёку, в долине реки Подкумок расположен важный археологический памятник Клин-Яр.

## География
Расположен на высоте 769 м над уровнем моря в пригороде Кисловодска.
Расстояние до краевого центра: 136 км.
Расстояние до районного центра: 19 км.

## История
Основан 4 марта 1968 года в долине реки Подкумок (по другим данным - 3 марта). До этого это поселение называли совхоз «Тепличный».
В 1972 году Указом Президиума ВС РСФСР посёлок совхоза «Тепличный» переименован в Нежинский.

Название населённого пункта связано с сортом огурцов, выращиваемых в теплицах комбинатов АОЗТ «Тепличный» и «Нежинский».— Гаазов В. Л. «Ставрополь и его окрестности. Ставрополье в названиях»
До 16 марта 2020 года посёлок был административным центром упразднённого Нежинского сельсовета.

## Население
| 1989 | 2002  | 2010  | 2014  | 2021  |
| ---- | ----- | ----- | ----- | ----- |
| 3827 | ↗3921 | ↘3664 | ↘3600 | ↘3569 |

По данным переписи 2002 года, в национальной структуре населения преобладают русские (87 %).

## Инфраструктура
- Дом культуры[11]
- Сельская библиотека (филиал № 29). Открыта 7 августа 1968 года[4]
- Врачебная амбулатория.
- АО «Нежинское». Основано 11 февраля 1972 года как Кисловодский экспериментальный тепличный комбинат[12]
- ОАО «Тепличный». Основано 1 марта 1968 года как совхоз «Тепличный»[4]

## Образование
- Детский сад № 1. Открыт 17 марта 1972 года[13]
- Детский сад № 44 комбинированного вида[14]
- Средняя общеобразовательная школа № 6[15]

## Связь
Фиксированная связь и ADSL
Ставропольский филиал Ростелекома.
Сотовая связь 2G/3G/4G
МегаФон, Билайн, МТС.

## Религия
- Церковь иконы Божией Матери «Живоносный источник». Относится к Кисловодскому благочинию Пятигорской и Черкесской епархии РПЦ. Зарегистрирована 25 февраля 2000 года.

## Люди, связанные с посёлком
- Яценко София Васильевна (1938) - тепличница ООО «Тепличное», Герой труда Ставрополья[16]

## Памятники
- Памятник В. И. Ленину. 1965 год[17]

## Древние поселения Клин-Яр
Список памятников истории: Поселения и Могильники Клин-Яр
| Название                                | Временной период       | Место положение                                                                                        |
| --------------------------------------- | ---------------------- | --- |
| 897. Поселение «Клин-Яр — 1-а»          | IX — VI вв. до н. э.   | Пос. Нежинский, южный и западный склоны скального останца Клин-Яр                                      |
| 898. Поселение «Клин-Яр — 1-б»          | V — VIII вв. н. э.     | Пос. Нежинский, примыкает к поселению «Клин-Яр — 1-а»                                                  |
| 899. Могильник «Клин-Яр — 1»            | IX — VIII вв. до н. э. | Пос. Нежинский, 150—180 м юго-восточнее останца «Клин-Яр»                                              |
| 900. Могильник «Клин-Яр — 2»            | IX — VIII вв. до н. э. | Пос. Нежинский, 250—300 м юго-восточнее останца «Клин-Яр»                                              |
| 901. Могильник «Клин-Яр — 3а»           | IX — VIII вв. до н. э. | Пос. Нежинский, вдоль южного склона подножья останца «Клин-Яр», по сторонам балки                      |
| 902. Могильник «Клин-Яр — 3б»           | II — VII вв. н. э.     | Пос. Нежинский, вдоль южного склона останца «Клин — Яр», примыкает к участку могильника «Клин-Яр — 3а» |
| 903. Могильник «Клин-Яр — 4»            | V — VIII вв. н. э.     | Пос. Нежинский, северный склон подножья останца «Клин-Яр»                                              |
| 904. Укрепление «Малый Клин-Яр — 1»     | IV — VIII вв. н. э.    | 2,3 км юго-западнее пос. Нежинский, скальный мыс западной оконечности урочища «Клин-Яр»                |
| 905. Поселение «Малый Клин-Яр — 1»      | IV — VIII вв. н. э.    | Пос. Нежинский, восточные и южные склоны подножия мыса Малый Клин-Яр                                   |
| 906. Могильник «Малый Клин-Яр — 1а»     | VIII — VI вв. до н. э. | Пос. Нежинский, 250—300 м северо-западнее останца Клин-Яр, на левой стороне балки                      |
| 907. Могильник «Малый Клин-Яр — 1б»     | I — VI вв. н. э.       | Пос. Нежинский, частично перекрывает могильник «Малый Клин-Яр — 1а»                                    |
| 908. Курганная группа «Волчьи Ворота»   | IV — VII вв. н. э.     | Пос. Нежинский, южная гряда урочища «Клин-Яр»                                                          |
| 909. Укрепление «Малый Клин-Яр — 2»     | V — VIII вв. н. э.     | Пос. Нежинский, западная часть урочища «Клин-Яр», на скальном мысу                                     |
| 910. Курганная группа «Клин-Ярская — 1» | III — II тыс. до н. э. | Пос. Нежинский, 300—350 м южнее теплиц экспериментального комбината, на гряде                          |
| 911. Курганная группа «Клин-Ярская — 2» | III — II тыс. до н. э. | Пос. Нежинский, правобережная терраса реки Подкумок, 400—450 м юго-западнее тепличного комбината       |
| 912. Могильник «Широкая Балка»          | IX — VIII вв. до н. э. | 1,5 — 1,7 км юго-западнее пос. Нежинский, левый склон балки Широкой                                    |